# Valjala (plaats)
Valjala (Duits: Wolde) is een plaats in de Estlandse gemeente Saaremaa, provincie Saaremaa. De plaats heeft de status van vlek (Estisch: alevik).
Tot in oktober 2017 was Valjala de hoofdplaats van de gemeente Valjala. In die maand werd de gemeente bij de fusiegemeente Saaremaa gevoegd.

## Bevolking
De plaats had 410 inwoners op 31 december 2011 en 414 inwoners op 31 december 2021.

## Ligging
De Põhimaantee 10, de hoofdweg van Risti via Virtsu naar Kuressaare, loopt door Valjala. Langs de zuidwestgrens van de plaats stroomt de rivier Lõve.

## Geschiedenis
Bij Valjala liggen de resten van een stenen burcht uit de vroege middeleeuwen, bestaande uit een wal rond een ovaal dal van 120 bij 110 meter. In 1227 stak het leger van bisschop Albert van Riga de bevroren zee tussen het vasteland en het nog heidense eiland Saaremaa over. Nadat de omgeving van het fort al uitgebreid geplunderd was, besloot de bezetting van het fort zich over te geven en massaal te laten dopen. Dat voorkwam overigens niet dat de inwoners van Saaremaa daarna nog vele malen in opstand kwamen.
Al in 1227 begon de Orde van de Zwaardbroeders aan de bouw van een weerkerk in Valjala, gewijd aan Sint-Maarten. De kerk kreeg zijn huidige vorm tegen het eind van de 13e eeuw, alleen de toren dateert van de 17e eeuw. De kerk bezit nog authentieke muurschilderingen uit de 13e eeuw. De parochie besloeg een groot deel van de latere gemeente Valjala.
Een dorp in de omgeving van de kerk werd pas genoemd in 1645. Het heette oorspronkelijk Papialevi en na 1900 Kiriku. Pas bij de gemeentelijke herindeling van 1977 kreeg het de naam Valjala.

## Foto's

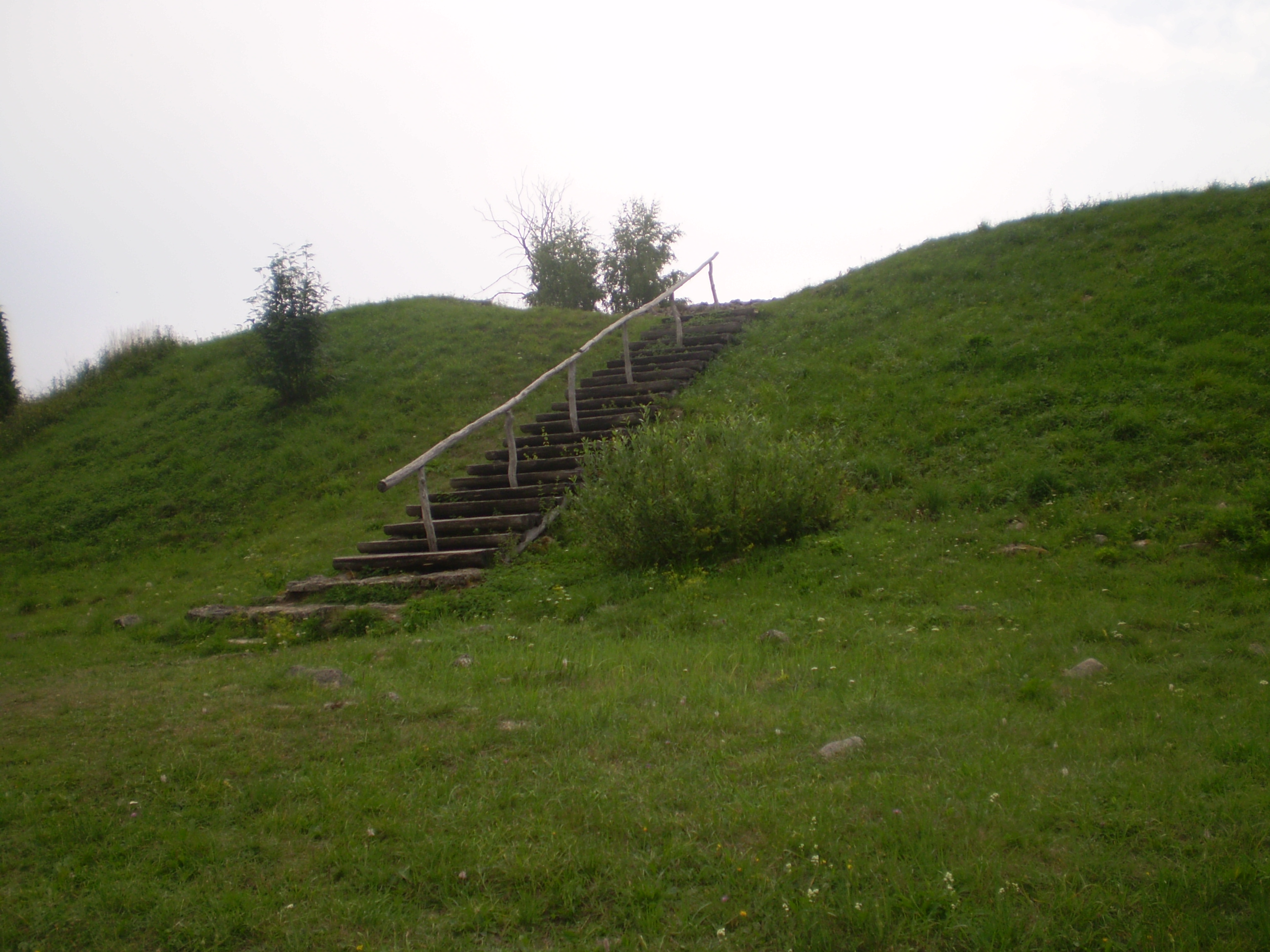
Wal rond de burcht van Valjala
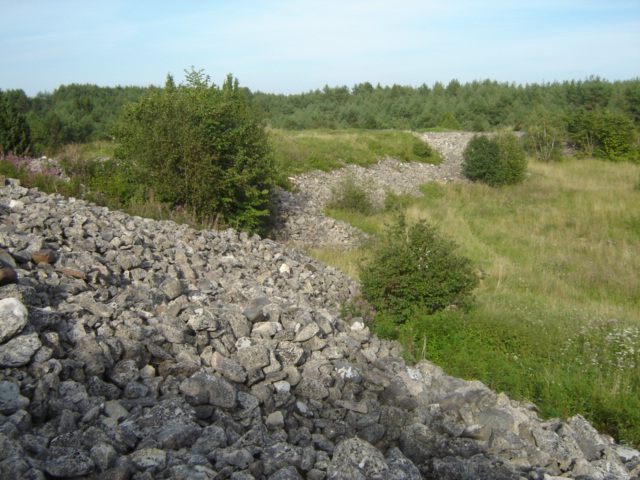
Resten van de burcht
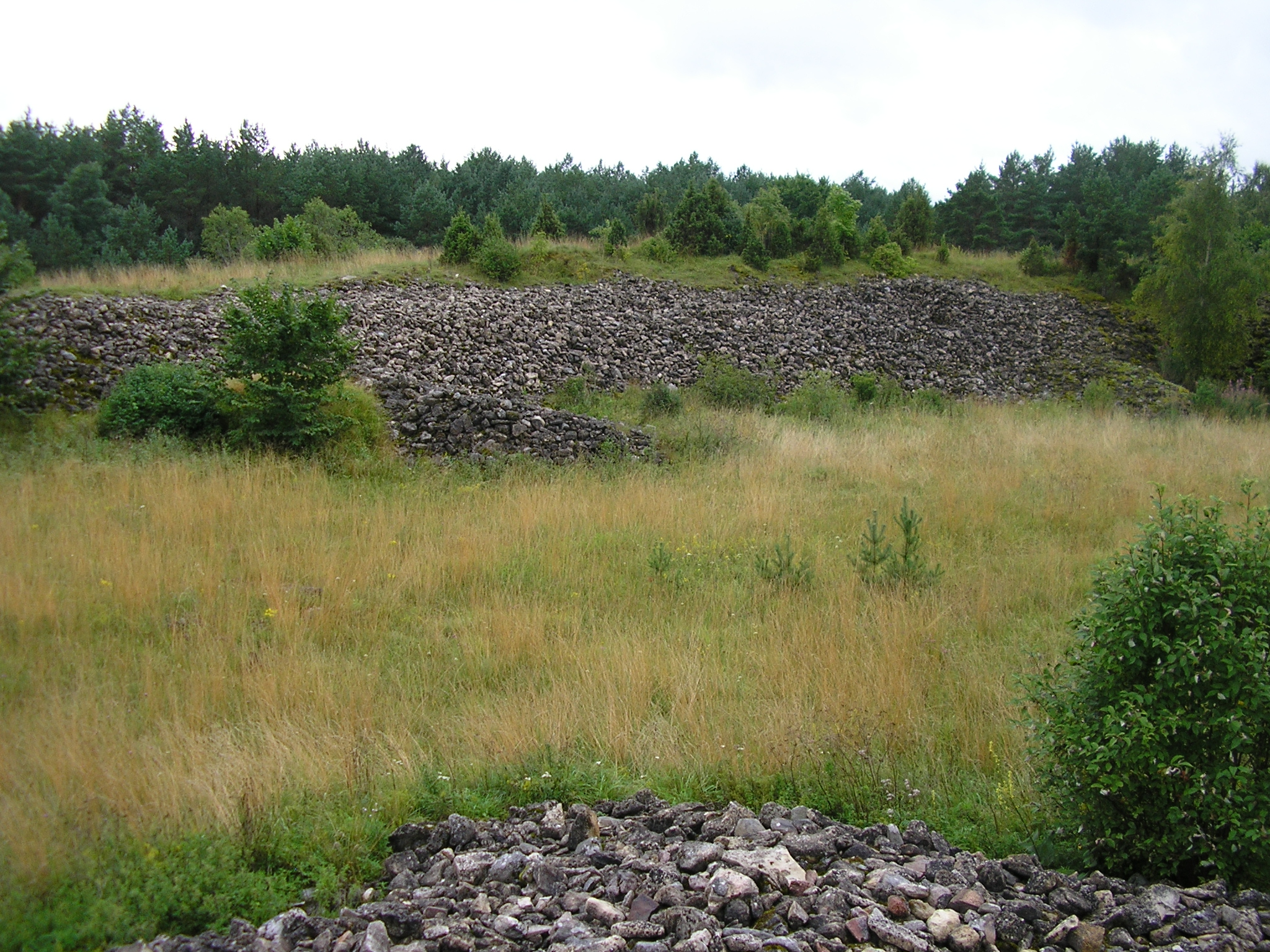
Resten van de burcht
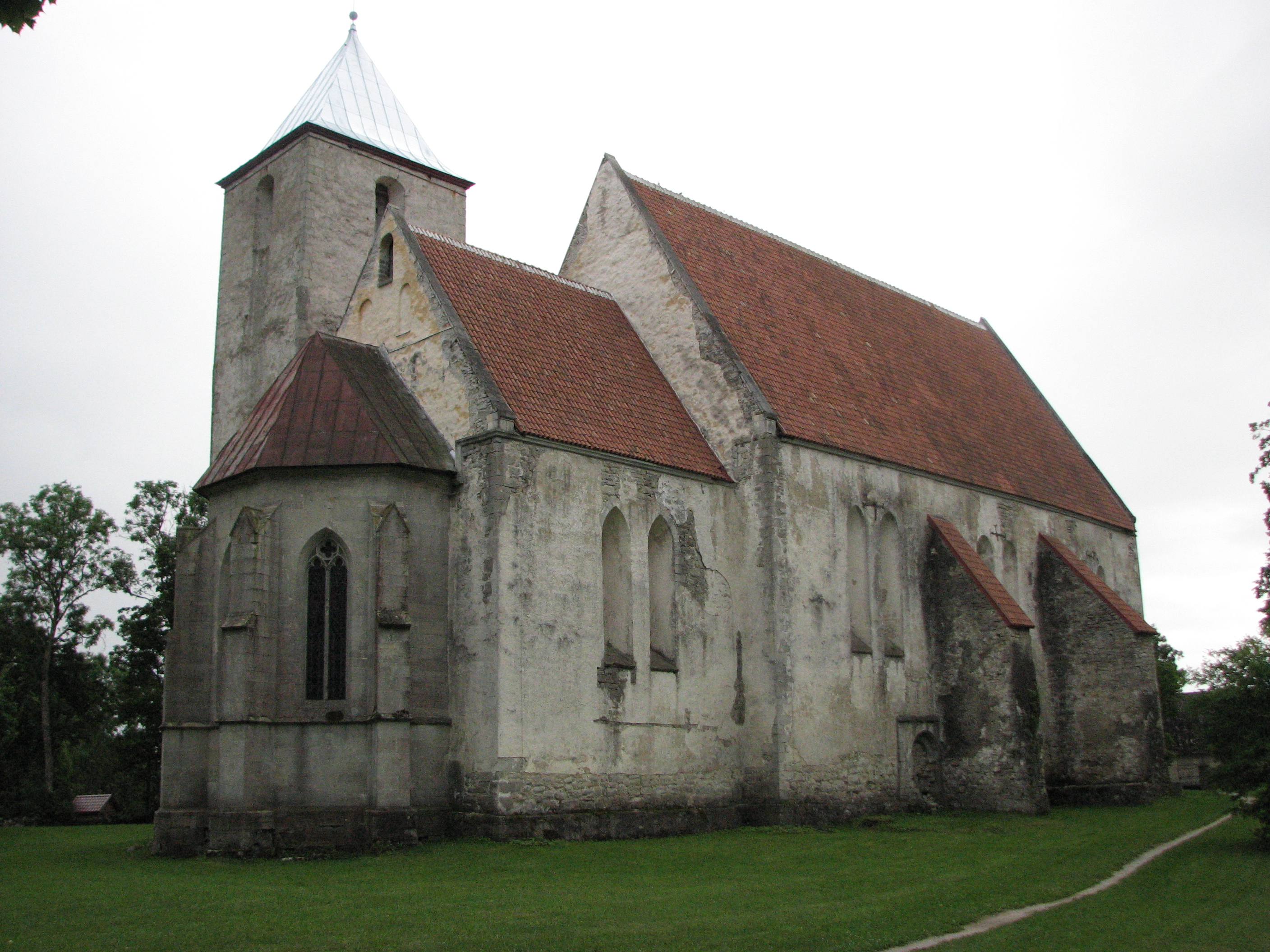
De kerk van Valjala
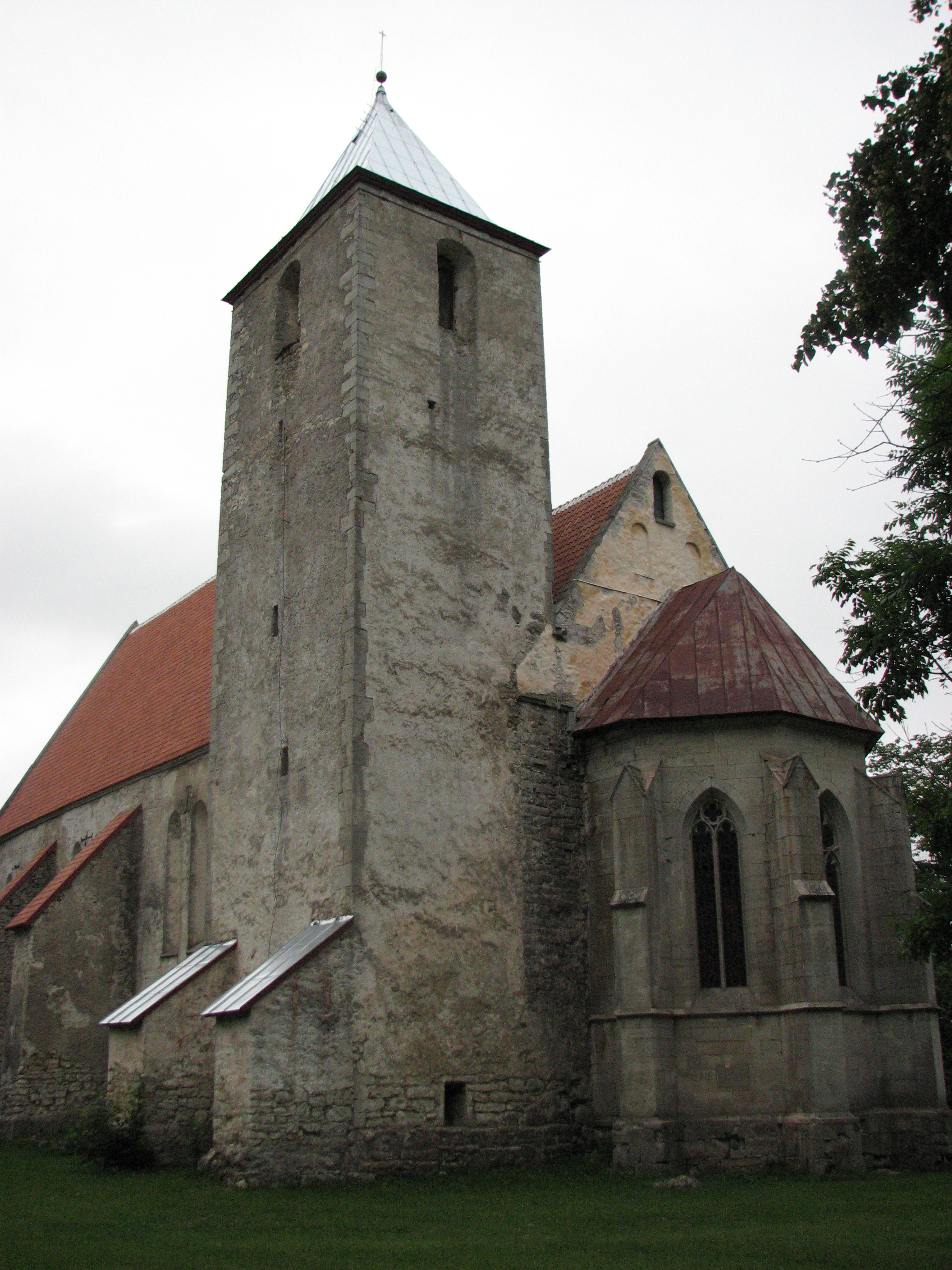
De toren
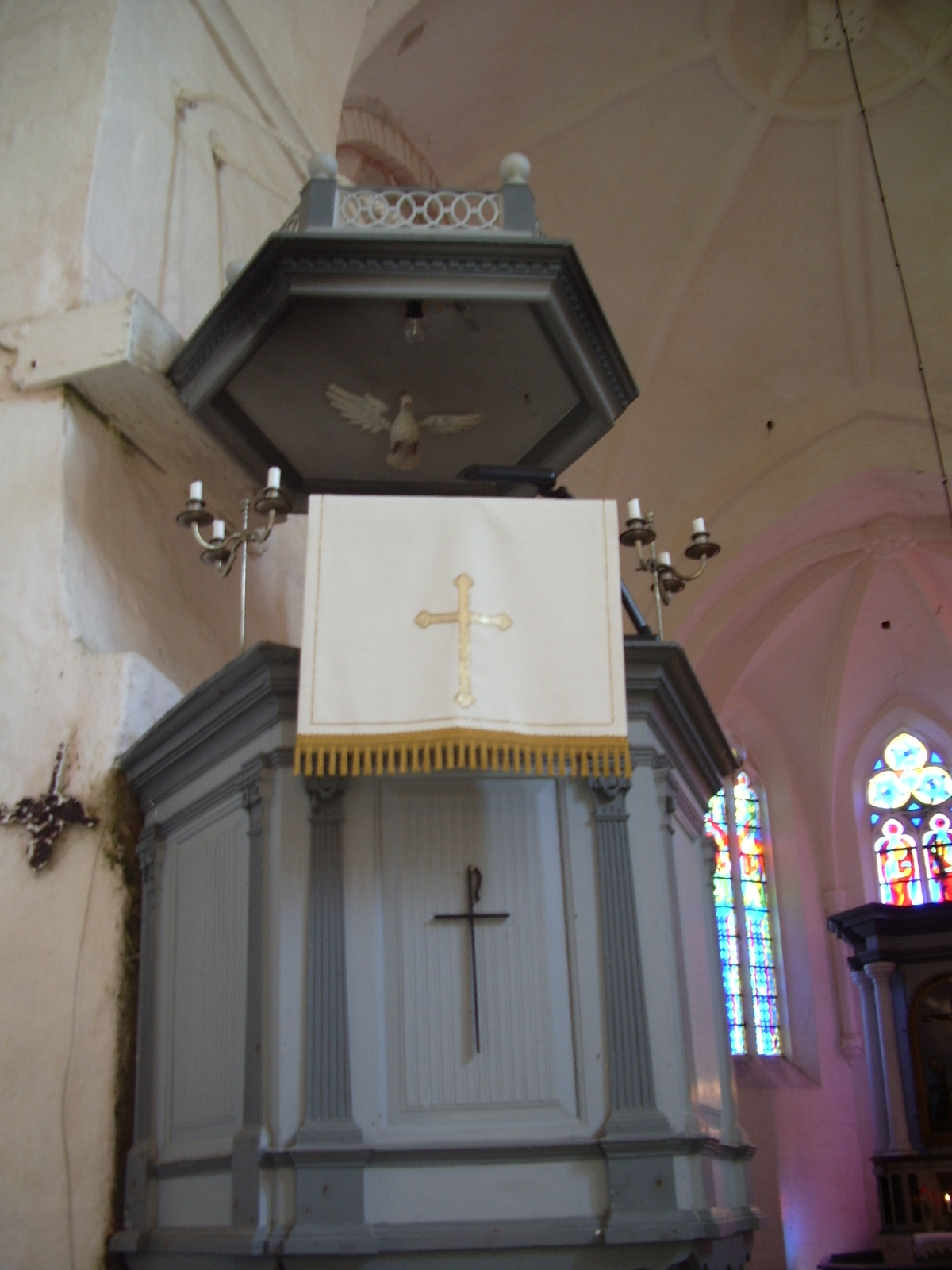
De preekstoel
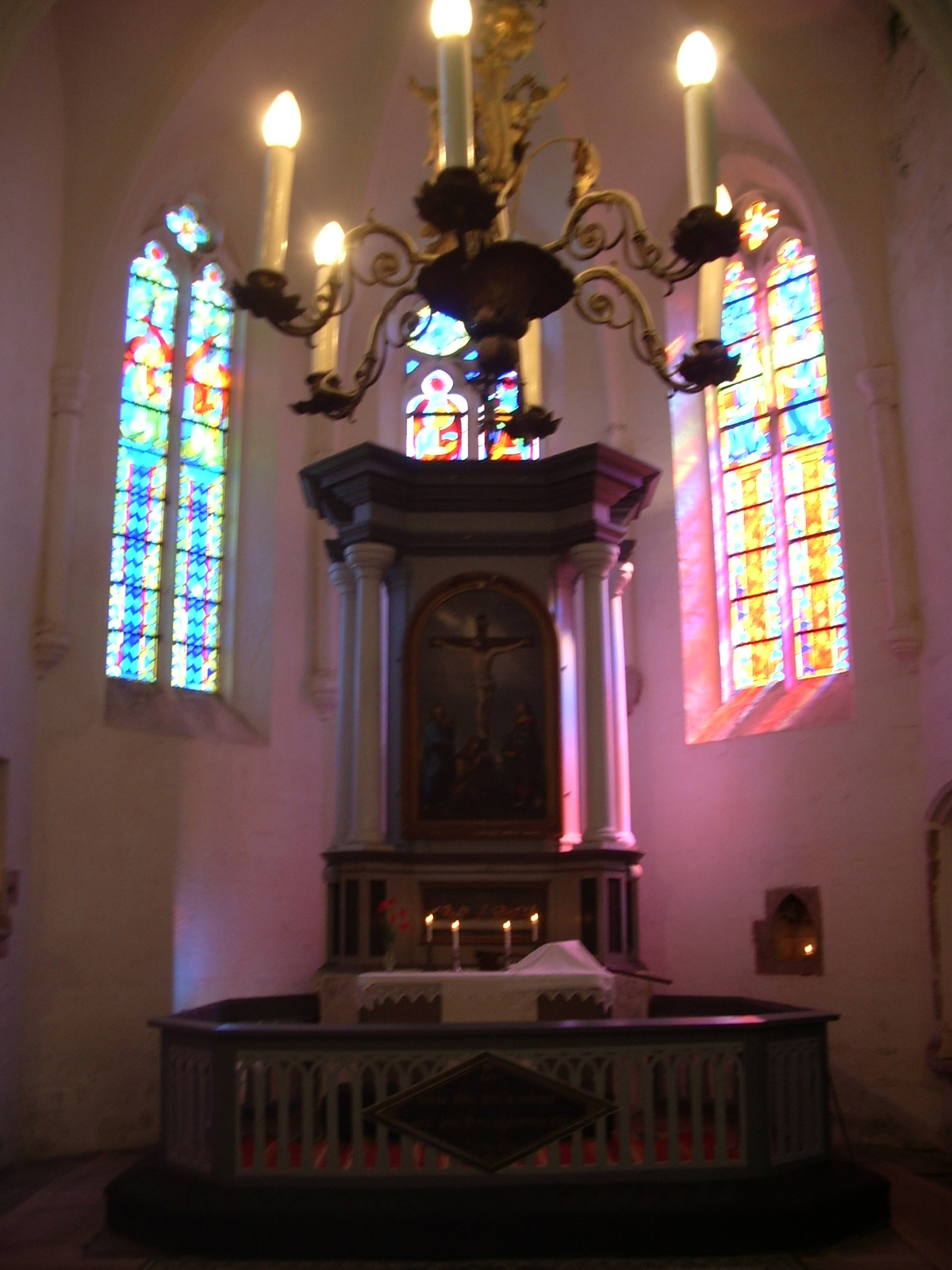
Ramen en altaar
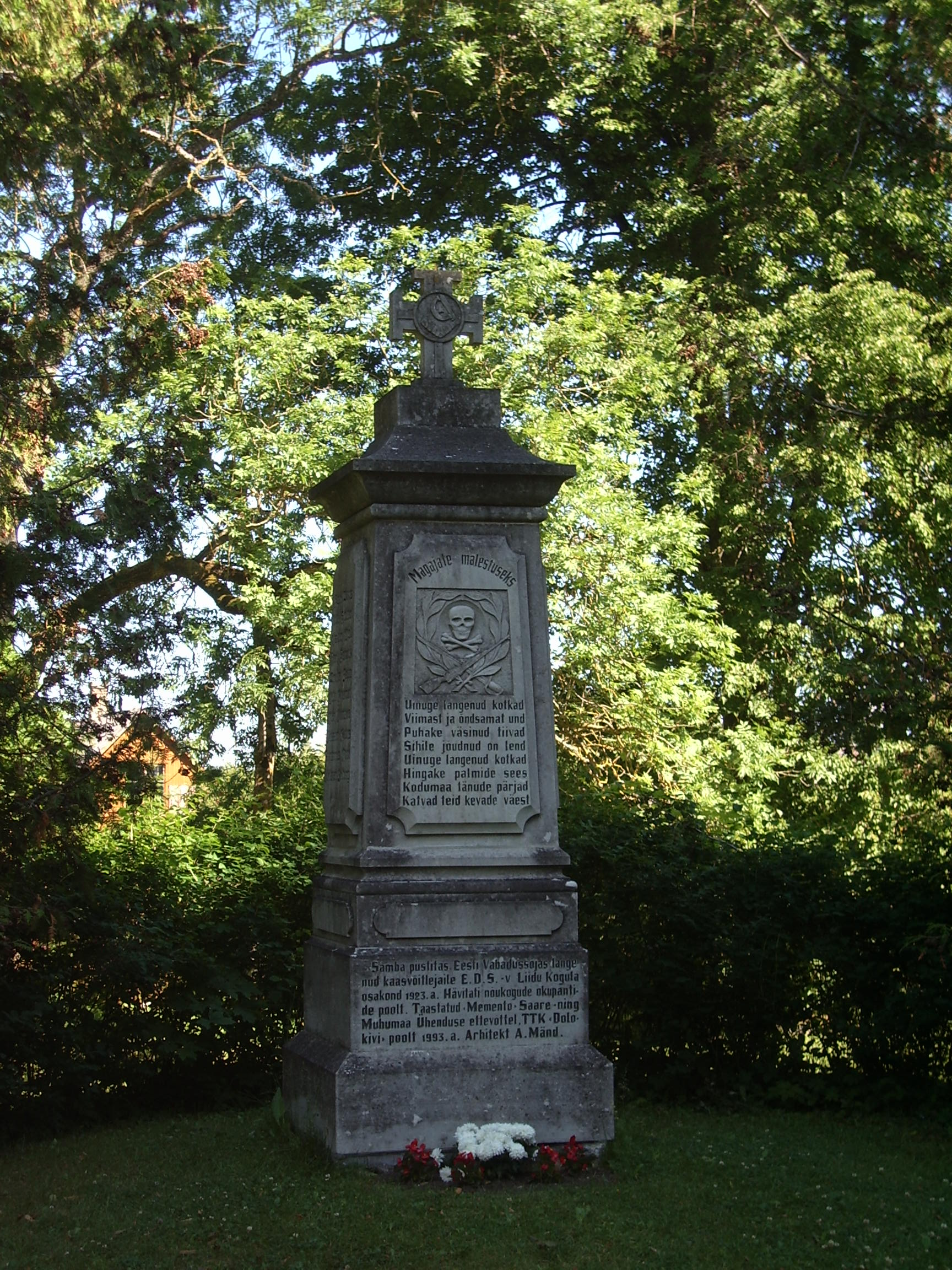
Monument voor de slachtoffers in de Estische Onafhankelijk-heidsoorlog
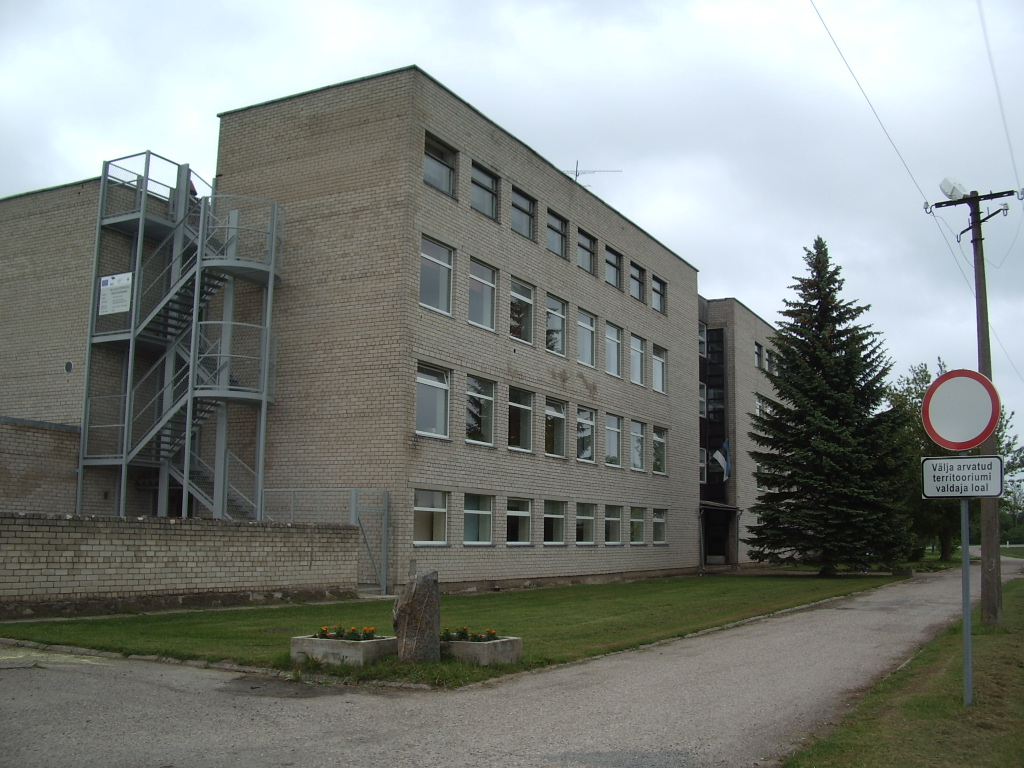
School